# Gâtine poitevine
La Gâtine poitevine, ou Gâtine de Parthenay, est une région naturelle de France située en Nouvelle-Aquitaine, au centre du département des Deux-Sèvres. 
Ses habitants s'appellent depuis au moins trois siècles les Gâtineaux, Gâtinauds, Gâtinelles, Gâtinèles, etc. Le patronyme est répandu depuis longtemps (ex. : archives départementales de Vendée, 29 novembre 1716 : sépulture de Mme Marie Gâtineau dite La Gâtinelle, paroisse de Montreuil), centré sur les Deux-Sèvres et la Vienne, mais aussi de Maine-et-Loire à la Gironde. On le retrouve aussi fréquemment dans la toponymie de l'Ouest Poitou (lieux-dits, villages, etc.). 
Un usage récent, sous l'influence du français de la capitale substitue les termes Gâtinais et Gâtinaises. Ce gentilé tend à supplanter le précédent issu du poitevin, pourtant toujours vivant chez de nombreux particuliers et associations (écoles, coopérative d'utilisation de matériel, troupes théâtrales, club de randonnée, produits du terroirs, artiste[Qui ?], etc.).

## Géographie

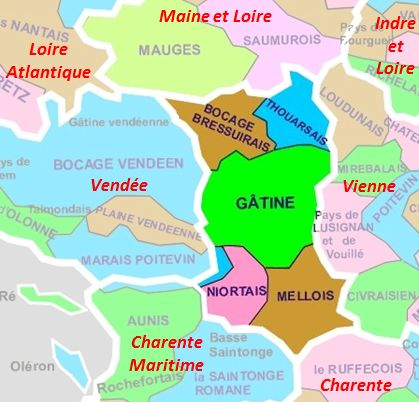
Les régions naturelles du département des Deux-Sèvres.

### Situation
La Gâtine poitevine est située au centre du département des Deux-Sèvres et se prolonge vers les monts et puys de Vendée. 
Géologiquement, elle fait partie du Massif armoricain, et culmine à 271 m, au Terrier de Saint-Martin-du-Fouilloux au sud-est de Parthenay ; L'Absie, à 259 mètres d'altitude, est le plus haut bourg de la Gâtine poitevine.
La commune de Saint-Paul-en-Gâtine située juste à côté a le deuxième point culminant avec 262 mètres.
La Vendée prend sa source au village de la Sauvagère sur la commune de Saint-Paul-en-Gâtine.
Par opposition à la Plaine (pays de Niort et Saint-Maixent), la Gâtine poitevine est une région plus vallonnée et bocagère. Le pays de la Gâtine correspond au gros tiers central du département des Deux-Sèvres. 
La Gâtine poitevine est entourée par les régions naturelles suivantes :
- au nord par le Bocage bressuirais et le Thouarsais ;
- à l'est par le Loudunais et le Pays de Lusignan et de Vouillé ;
- au sud par le Mellois et le Niortais ;
- à l'ouest par le Bocage vendéen.

### Unité paysagère
La Gâtine du Parthenay forme une unité paysagère correspondant à un bocage « dense à maille serrée, qui génère un fort cloisonnement de l’espace et des vues généralement limitées par l’omniprésence des haies. Ce territoire bocager a la particularité d’être animé par un réseau de vallons extrêmement foisonnant et aux orientations multiples. Le socle imperméable du massif granitique est à l’origine du ruissellement faisant naître de nombreux ruisseaux ».

### Toponymie
La dénomination « Gâtine » en langue d'oïl, poitevin, est issue du vieux francique wōstinna, première moitié du XIIe siècle, substantif signifiant « désert », cf. ancien picard wa(s)tine et normand va(s)tine.

## Histoire
Décrite par Jacques Peret dans « Les paysans de Gâtine au XVIIIe siècle », la Gâtine poitevine faisait partie du Bas-Poitou.
Parmi les projet en cours, le parc naturel régional de Gâtine Poitevine est lancé et doit être inauguré en 2027. 

## Micro-pays
Au sud de la Gâtine trois micro-pays font transition avec le Niortais et le Mellois  :